# Teleki-kódex
A Teleki-kódex egy magyar nyelvemlék, valószínűleg 4 személy írta. Az első három szerzőtől eredő rész valószínűleg a marosvásárhelyi klarissza-apácák műve. A mű negyedik írója Sepsiszentgyörgyi Ferenc fráter, ferences szerzetes. A kódex 1525-től 1531-ig készült. Legendákat, elmélkedéseket, erkölcstanító példákat, imádságokat és szerzetesi regulákat tartalmaz. Valószínű, hogy latinból fordították le illetve dolgozták át.
1930 után eltűnt, feltehetően Teleki Sámuel fiának, gróf Teleki Károly kurátorsága idején, aki saját hasznára külföldön értékesítette a könyvtári állomány legbecsesebb kincseinek részét további 3 középkori kódexszel együtt, ennek következtében leváltották tisztségéről.